# Ernest Deloche
Pour les articles homonymes, voir Deloche.
Ernest Pierre Deloche, né le 7 juillet 1861 à Paris et mort le 3 novembre 1950 à Saint-Maur-des-Fossés, est un graveur sur bois français.

## Biographie

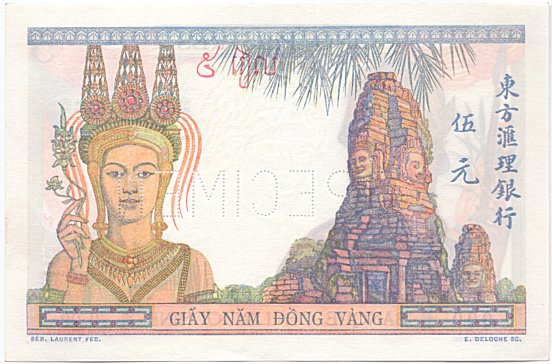
Verso du 5 piastres Banque de l'Indochine (1932), gravé d'après le peintre Sébastien Laurent.

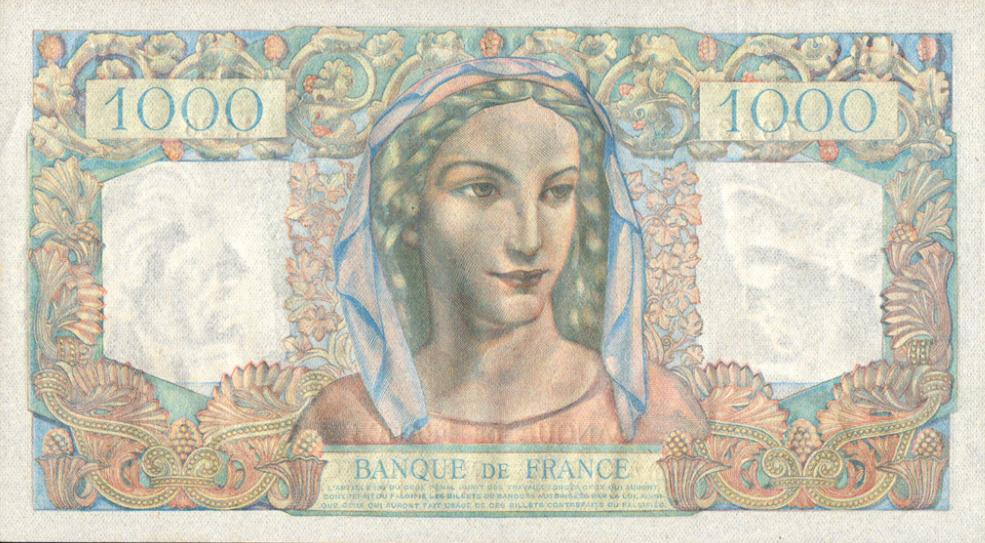
Verso du billet de 1000 francs Minerve et Hercule (1945), gravé d'après Clément Serveau.

Ernest Pierre Deloche est né le 7 juillet 1861 à Paris.
Élève de François Pannemaker, il expose au Salon des artistes français dès 1885, présentant une gravure sur bois ; il réside à Vanves. Il y obtient une mention honorable en 1885, une médaille de 3e classe en 1894 et une médaille de 1re classe en 1909, année où il est placé en hors-concours.
Dans les années 1890, il s'installe dans le quartier du Parc-de-Montsouris (Paris). Il fournit des gravures pour le Magasin pittoresque. Il participe entre autres à l'Almanach des bibliophiles (1899) édité par Édouard Pelletan, interprétant les dessins contemporains de Steinlen, pour L'Affaire Crainquebille d'Anatole France et Marcel H. Pille, pour La Mandragore de Jean Lorrain. Dans les années 1900, il réside 93 rue de Vaugirard. Parmi les autres peintres contemporains qu'il interprète, on compte Tadeusz Makowski et Édouard François Zier.
Graveur de nombreux billets pour la Banque de France à partir de la fin des années 1910, on lui doit, par exemple, le billet de 20 francs Travail et Science. On lui doit aussi la gravure de timbres postaux.
Ernest Deloche meurt le 3 novembre 1950 à Saint-Maur-des-Fossés.